# Стефан (Цикурас)
Митрополи́т Сте́фан (греч. Μητροπολίτης Στέφανος, в миру Стилиано́с Ци́курас, греч. Στυλιανός Τσίκουρας; 1 октября 1920, Парама — 5 октября 2007) — епископ греческой православной старостильной юрисдикции ИПЦ Греции (Синод Хризостома); митрополит Хиосский (1997—2007).

## Биография
Родился 1 октября 1920 года в деревне Пирама на греческом острове Хиос. В раннем возрасте осиротел, потеряв обоих родителей.
В 1941 годы в монастыре святого апостола и евангелиста Марка, расположенном на острове Хиос, был пострижен в монашество с наречением имени Стефан.
10 (23) апреля 1944 года митрополитом Хиосским Иоакимом (Струмбисом) был хиротонисан во иеродиакона.
Вскоре стал последователем старостильного движения.
23 февраля (8 марта) 1947 года епископ Диавлейский Поликарп (Лиосис) хиротонисал его во иеромонаха.
6 декабря 1949 года председателем флоринитского Синода Церкви ИПХ Греции митрополитом Флоринским Хризостомом (Кавуридисом) был возведён в достоинство архимандрита.
В 1979 году состоялась его архиерейская хиротония во епископа Кардамильского. В том же году получил титул митрополита Хиосского, Псаронского и Инусонского. Являлся основателем старостильного мужского монастыря в честь святого евангелиста Марка в деревне Коропи, в Аттике.
С 18 июля 1995 по начало 1996 годов пребывал в составе Каллиникитского синода митрополит Фтиотидского Каллиника (Ханиотиса), а с 1996 по сентябрь 1997 годов — в группе митрополита Афанасия (Харламбидеса) после чего вновь вернулся во флоринитский синод.
Скончался 22 сентября (5) октября 2007 года.